# 助七
助七（すけしち）は、愛知県清須市の地名。

## 地理

### 河川・池沼
- 新川

### 交通
- 愛知県道59号名古屋中環状線
- 愛知県道127号助七西田中線
- 愛知県道190号名古屋一宮線
- 東海道新幹線
- 東海道本線
- JR東海交通事業城北線

## 歴史

### 地名の由来
新田開発者の名に由来する。

### 沿革
- 1633年（寛永10年）ごろ - 尾張国春日井郡寺野村のうちにあったが、助七なる人物による開拓により、助七新田村として独立[1]。
- 1880年（明治13年） - 春日井郡の東西分割により、西春日井郡助七新田村となる[1]。
- 1889年（明治22年） - 寺野村大字助七新田となる[1]。
- 1906年（明治39年） - 新川町大字助七新田となる[1]。
- 1979年（昭和54年） - 助七新田および須ケ口の各一部により、助七一丁目・助七二丁目がそれぞれ成立[1]。
- 2005年（平成17年）7月7日 - 西春日井郡新川町大字助七新田および助七一丁目・助七二丁目が合併に伴い、清須市助七となる[WEB 3]。大字助七新田字東山中が助七東山中（すけしちひがしやまなか）、大字助七新田字五反田が助七五反田（すけしちごたんだ）、大字助七新田字芳花が助七芳花（すけしちよしばな）、大字助七新田字美里が助七美里（すけしちみさと）に変更となる[WEB 6]。

### 人口の変遷
国勢調査による人口および世帯数の推移。
| 2000年（平成12年） | 337世帯 1007人 |  |
| 2005年（平成17年） | 380世帯 1104人 |  |
| 2010年（平成22年） | 265世帯 739人  |  |
| 2015年（平成27年） | 290世帯 805人  |  |
| 2020年（令和2年）  | 297世帯 753人  |  |

### WEB
1. 1 2  総務省統計局 (2022年2月10日). “令和2年国勢調査の調査結果(e-Stat) - 男女別人口，外国人人口及び世帯数－町丁・字等” (CSV). 2023年8月2日閲覧。
2. ↑  “愛知県清須市の町丁・字一覧”.   人口統計ラボ. 2025年8月14日閲覧。
3. 1 2  “愛知県清須市の郵便番号一覧”.   日本郵便. 2025年8月14日閲覧。
4. ↑  “市外局番の一覧” (PDF).   総務省 (2022年3月1日). 2022年3月22日閲覧。
5. ↑  “ナンバープレートについて”.   一般社団法人愛知県自動車会議所. 2024年1月21日閲覧。
6. ↑  清須市役所市民環境部市民課 (2014年2月1日). “清須市の住所表示 新川町の場合”.   清須市. 2025年8月18日閲覧。
7. ↑  総務省統計局 (2014年5月30日). “平成12年国勢調査の調査結果(e-Stat) - 男女別人口及び世帯数 －町丁・字等” (CSV). 2021年7月20日閲覧。
8. ↑  総務省統計局 (2014年6月27日). “平成17年国勢調査の調査結果(e-Stat) - 男女別人口及び世帯数 －町丁・字等” (CSV). 2021年7月21日閲覧。
9. ↑  総務省統計局 (2012年1月20日). “平成22年国勢調査の調査結果(e-Stat) - 男女別人口及び世帯数 －町丁・字等” (CSV). 2021年7月21日閲覧。
10. ↑  総務省統計局 (2017年1月27日). “平成27年国勢調査の調査結果(e-Stat) - 男女別人口及び世帯数 －町丁・字等” (CSV). 2021年7月21日閲覧。

### 書籍
1. 1 2 3 4 5 6  「角川日本地名大辞典」編纂委員会 1989, p. 728.